# 田原川 (南丹市)
田原川（たわらがわ）は、京都市右京区京北町から発して京都府南丹市日吉町を流れる淀川水系桂川の一次支流の一級河川。

## 地理
起点は京北田貫町の川ナベ、宗庵谷で、赤石川に樫谷川が注ぎ込み田原川となる。
田貫町渕田で室地川と合流、南丹市日吉町に入ると蛇行が激しくなり、日吉町佐々江では坂尻で室谷川、キド田で明日ヶ谷川、飛谷口で飛谷川、西角で道奥谷川、向殿で向殿川、小津谷で小津谷川と合流し、堰堤上の湛水域と堰下の浅河原という川相を繰り返す。
日吉町四ツ谷からは、伏本で市田谷川、国師岩の下流で積谷川、和田堰で海老谷川、柏木で柏木川、家ノ前で家ノ前川と合流する。
日吉町田原から南に転じ、川幅が広がり河床に粗めの石が転がり大きな岩盤の露出も見られるようになる。田原区間では宮ノ前で深山川、殿橋のところで垣内からの流れ（名称不明）、城ケ下で蔵貝川、渕谷口で渕谷川、梅田で貝尻川、和田口で旅谷川、蔵王で蟲谷川（虫谷川）、縄手で片野川と合流する。
日吉町殿田、南丹市立殿田小学校の前で胡麻川と合流する。この合流地点には舳先のような背割堤がある。日吉町殿田前田で日吉ダムからの流れと合流し、桂川（大堰川）となる。

## 流域の村
京都府
京都市（右京区）
- 京北
  - 田貫町

南丹市（日吉町）
- 五ヶ荘
  - 佐々江
  - 四ツ谷
  - 田原
- 世木
  - 殿田

## 主な支流

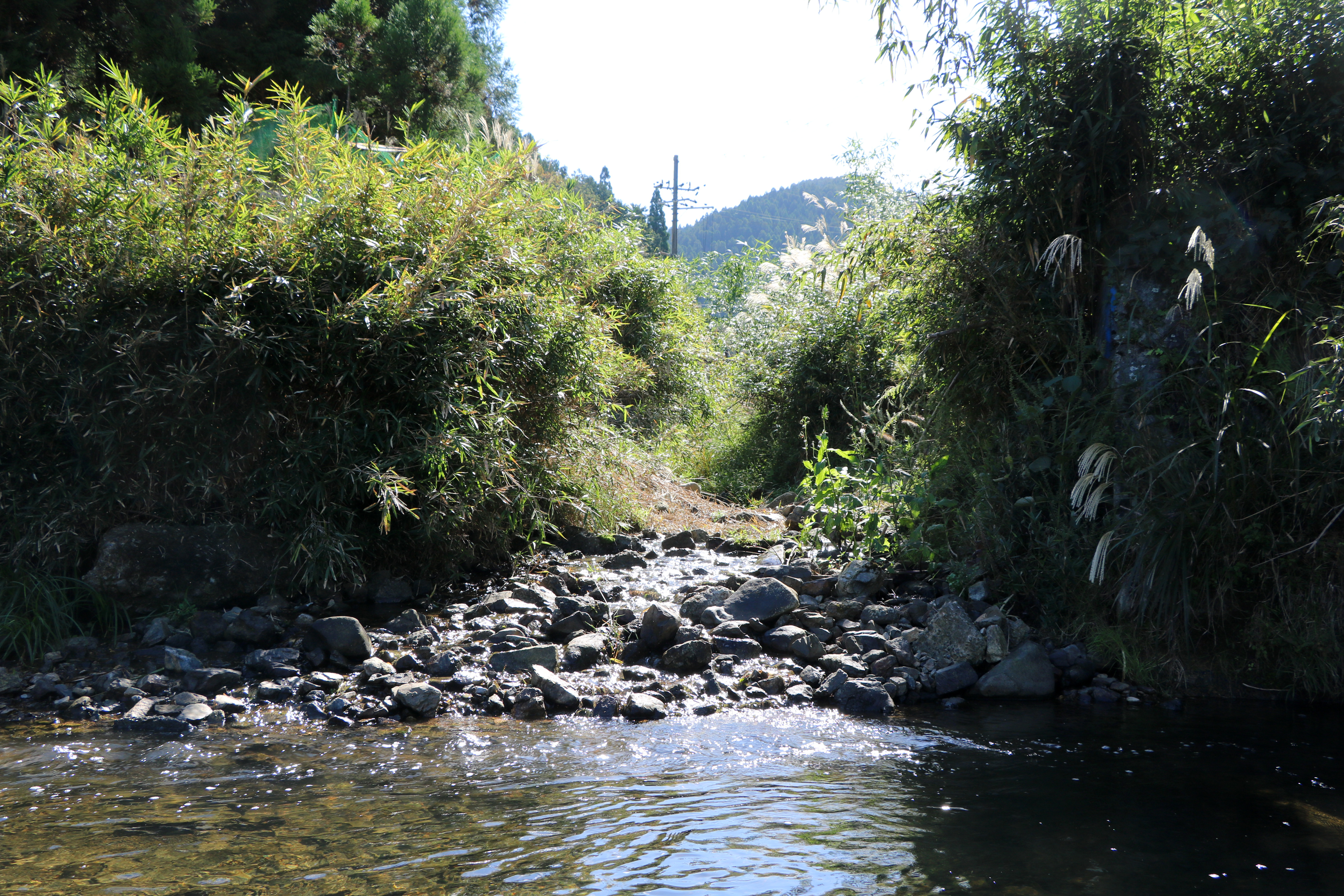
田原川と明日ヶ谷川の合流地点（日吉町佐々江）。2024年10月21日撮影。

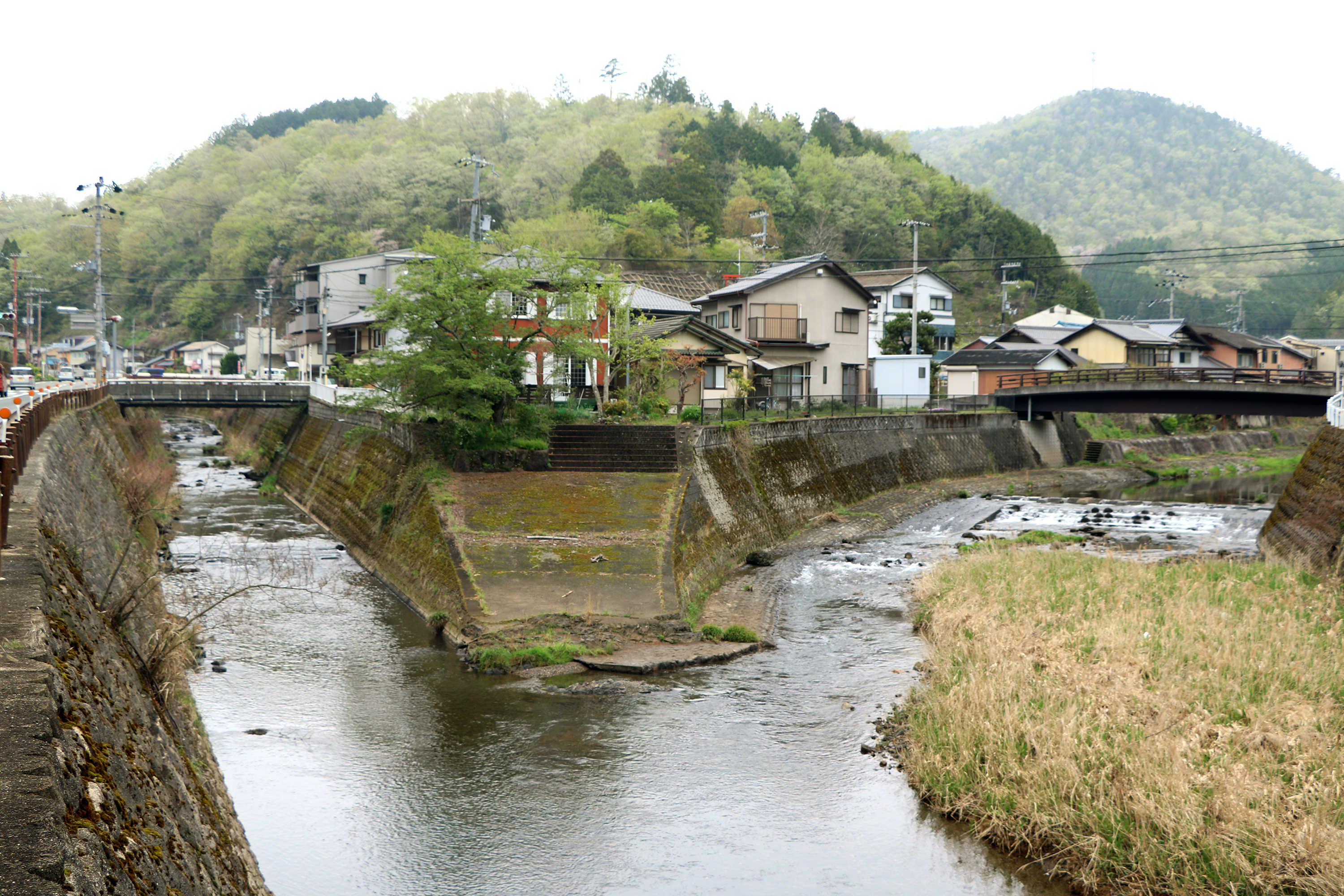
田原川と胡麻川の合流地点に設けられた分流堤（背割堤・瀬割堤）。舟先のような形状をしている。左が胡麻川、右が田原川。2024年4月21日撮影。

- 赤石川
- 樫谷川
- 室地川
- 白賀谷川
- 室谷川
- 明日ヶ谷川
  - 古屋谷川
- 飛谷川（ヒダニ川）
- 道奥谷川
- 向殿川
- 小津谷川
- 市田谷川
- 積谷川
- 海老谷川
  - 海老坂川
  - 北垣内川
  - 薮谷川
  - 松尾谷川
  - 今谷川
- 柏木川
- 家ノ前川
- 深山川
  - 大又川
  - 焼原川
- 当多治川
- 蔵貝川
- 渕谷川
- 貝尻川
- 旅谷川
- 蟲谷川（虫谷川）
- 片野川
- 胡麻川
  - 隅田川
  - 丸山川
  - 木戸川
  - 仲村川
  - 葛森川
    - 下川

  - 大戸川
  - 山田川
  - 保戸原川
  - 追谷川
  - 村杉川
  - 中ノ谷川
  - 西乗川
  - 志和賀川
    - ヘナミ川
    - 中筋川
    - 観音川
    - 草貝川
    - 八栄川
      - 高谷川

    - 志保谷川

## 主な橋梁

### 一般道路の橋梁

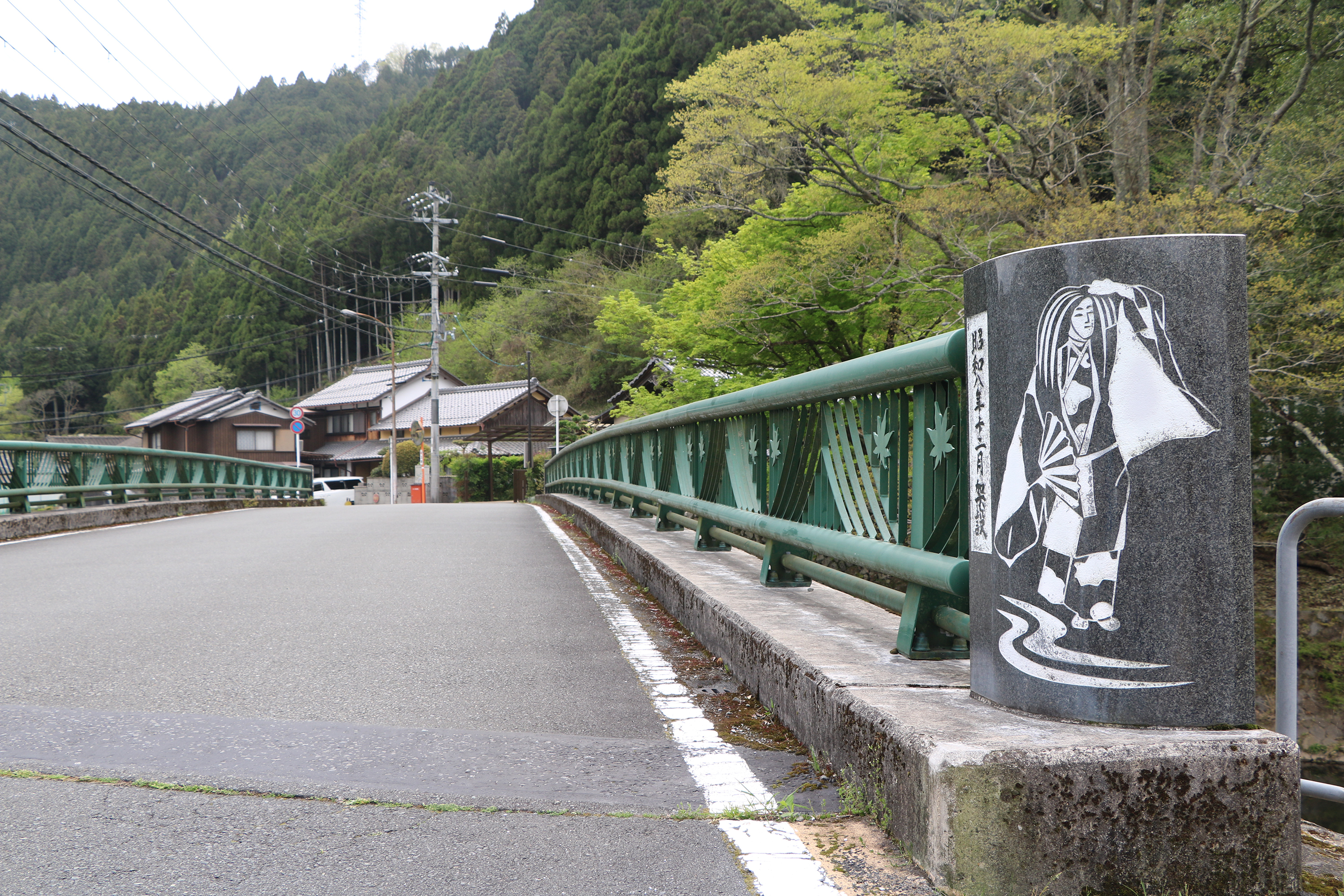
曹源寺橋（日吉町殿田）。猿楽梅若家の菩提寺にちなみ、欄干柱には能の絵が4種類描かれている。2024年4月18日撮影。

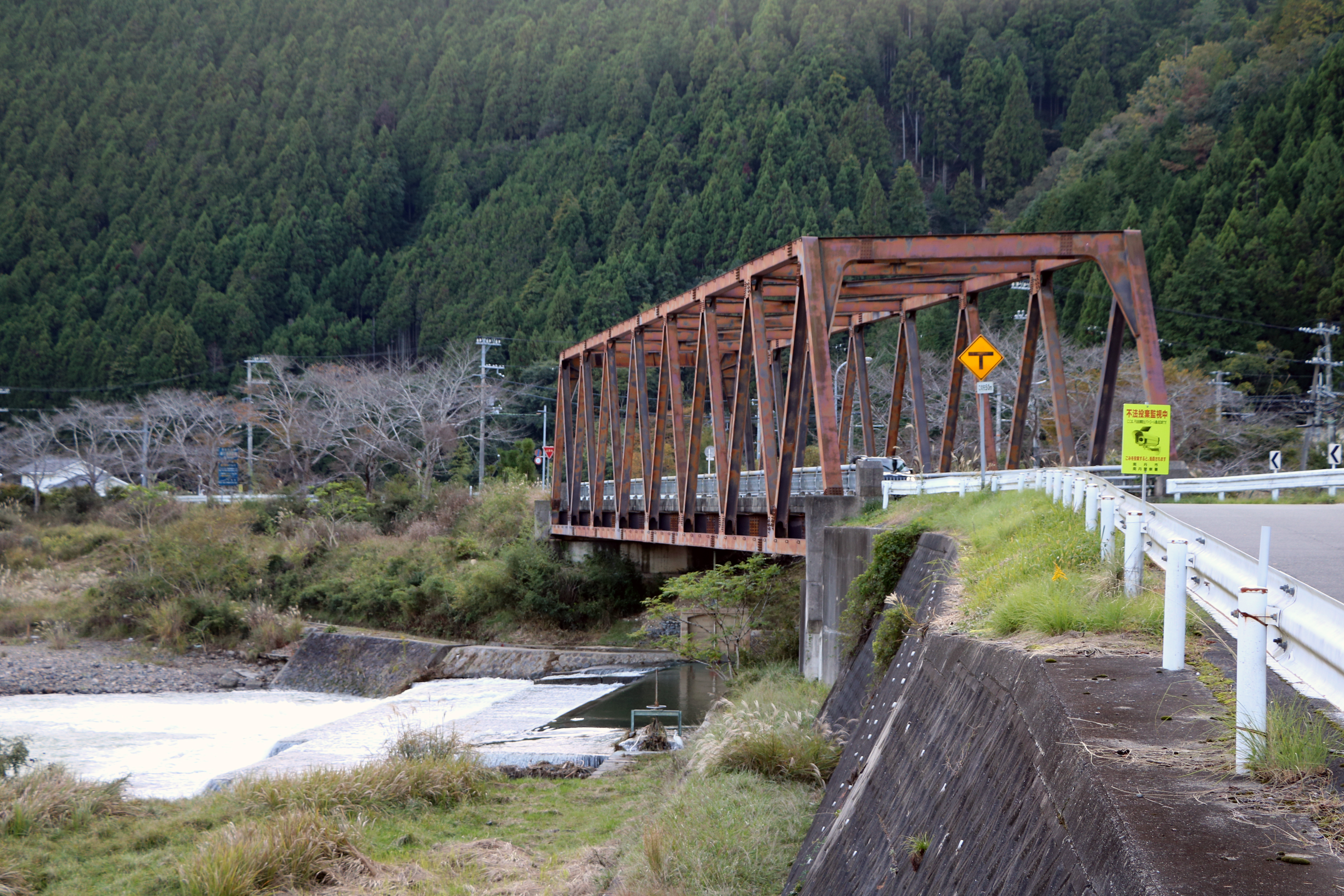
桂川合流地の田原川に架かる前田橋。ワーレントラス構造。2024年11月4日撮影。

京都市右京区京北
- 廿代橋

日吉町佐々江
- 森後橋
- 明日ヶ谷橋
- 佐々江橋
- 戸田橋

日吉町四ツ谷
- 田中橋
- 井出橋
- 四ツ谷天橋
- 柏木橋

日吉町田原
- 堺杉橋
- 殿橋
- 三浦橋
- 和田前橋
- 和田口橋
- 安井橋
- 片野上橋
- 片野橋

日吉町殿田
- 大貝橋
- 新旭橋
- 殿田橋
- 日吉橋
- 車橋
- 曹源寺橋
- 前田橋

### 鉄道の橋梁

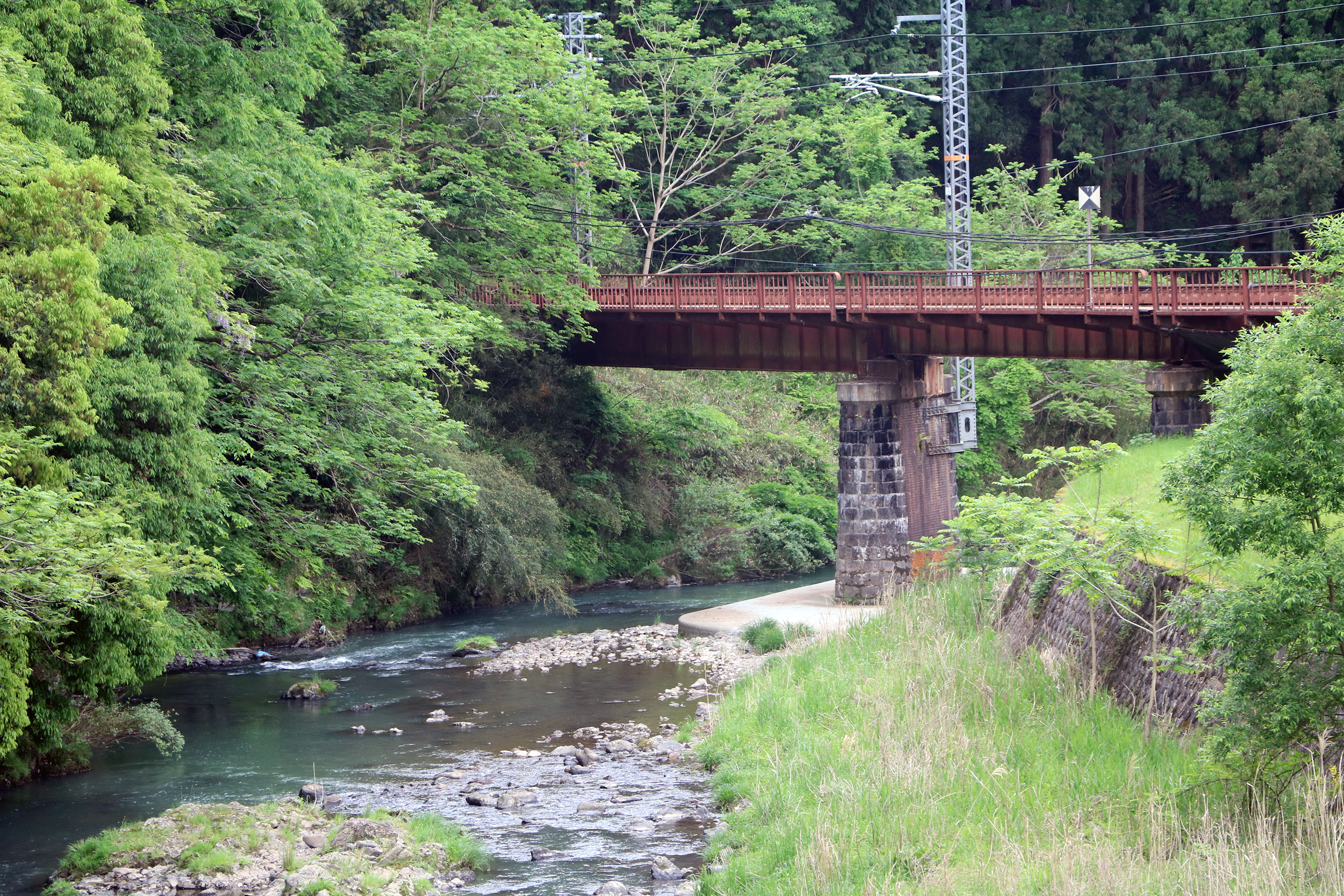
田原川に架かる第一殿田川橋梁（日吉町殿田）。高架下の田原川で川遊びをする子どももいる。2024年5月9日撮影。

日吉町殿田
- 第一殿田川橋梁 – 山陰本線
- 第二殿田川橋梁 – 山陰本線

## 流域にある水道施設
水道施設（簡易水道の浄水場）

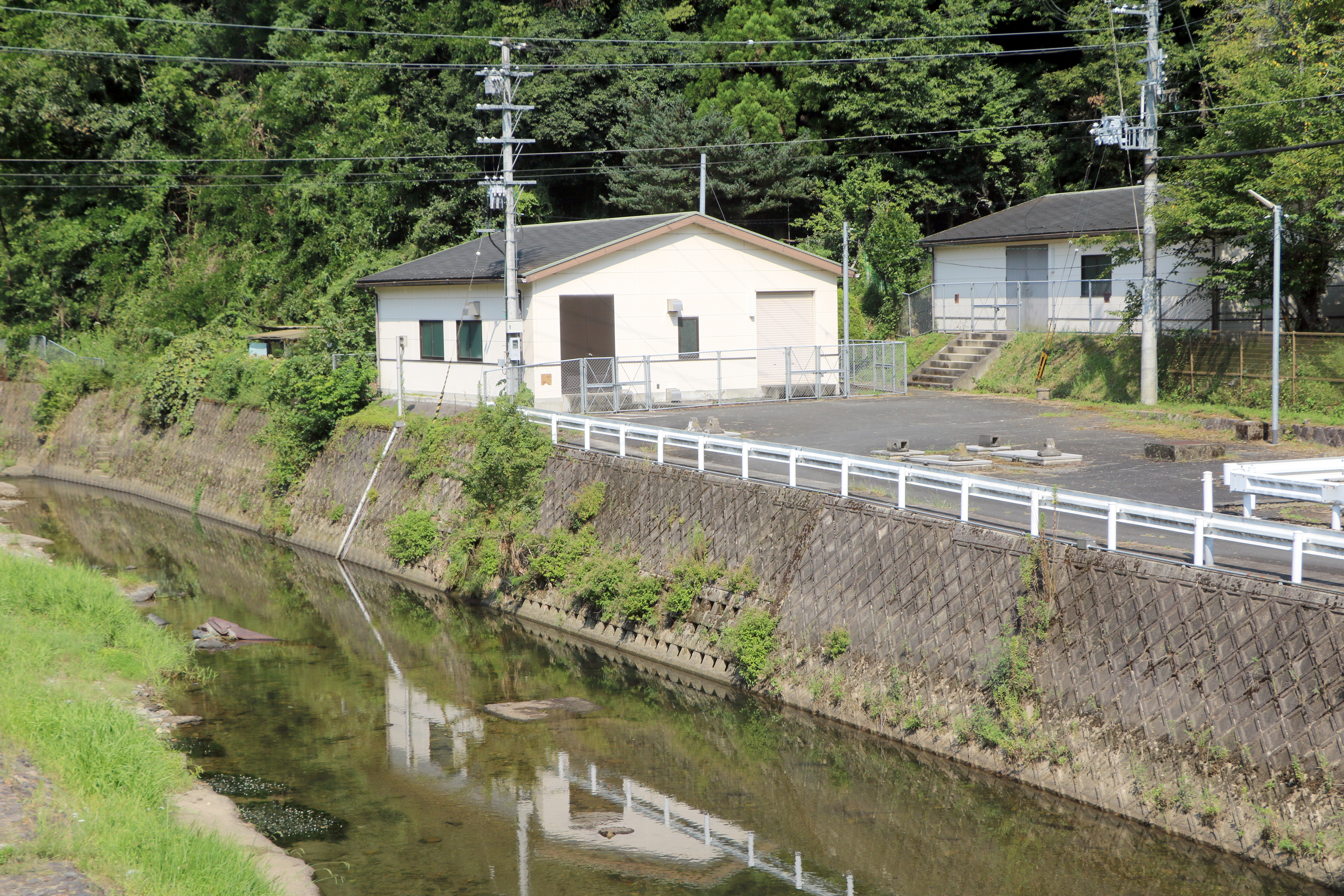
田原川から取水する殿田浄水場。2024年9月2日撮影。

- 日吉佐々江水道施設（日吉町佐々江段田13番地2外）
- 日吉四ツ谷水道施設（日吉町四ツ谷中12番地2外）
- 日吉和田水道施設（日吉町田原大磯1番地2外）
- 日吉片野水道施設（日吉町田原大町51番地2）
- 日吉殿田水道施設（日吉町殿田大貝20番地2外）

下水道施設（農業集落排水処理施設）
- 日吉佐々江地区農業集落排水処理施設（日吉町佐々江道奥谷73番地2外）
- 日吉下田原地区農業集落排水処理施設（日吉町田原岩吹70番地2外）
- 日吉四ツ谷地区農業集落排水処理施設（日吉町四ツ谷中47番地2）
- 日吉殿地区農業集落排水処理施設（日吉町田原梅田25番地1外）

## 観測地
水質測定地
- 京都府公共用水域水質測定地点 – 桂川との合流地点付近（日吉町殿田前田）[4]
- 南丹市水質検査採水場所（3ヵ所） – 佐々江トンネル付近（日吉佐々江）、五ヶ荘グランド付近（日吉町四ツ谷室堰）、ヴェルビューヴィレッジ付近（日吉町田原駅前）[5]

水位観測地
- 殿田水位テレメータ観測所 – 日吉町殿田大貝15-2にある、京都府南丹土木事務所が管理するテレメータ観測所[6]。
  - 水防団待機水位 – 0.9m[7]
  - はん濫注意水位 – 1.8m[7]
  - 避難判断水位　 – 1.9m[8]
  - 氾濫危険水位　 – 2.6m[8]

雨量観測地
- 四ツ谷雨量観察所 – 日吉町四ツ谷柏木5にある、京都府南丹土木事務所が管理するテレメータ観測所[6]
- 殿田雨量観察所 – 日吉町殿田大貝15-2にある、京都府南丹土木事務所が管理するテレメータ観測所[6]。

ライブカメラ
- 河川防災ライブカメラ – 新旭橋（日吉町殿田）の南側。2008年（平成20年）設置[9]。静止画を京都府が定期配信している。

## 四ッ谷八景
四ツ谷八景は、1869年（明治2年）の秋、四ツ谷東谷在住の歌人・精舎文明と幣家安信が、各々に八首（景）短歌を謡って岡安神社の旧拝殿に絵馬として献歌奉納したものである。四ツ谷八景で謡われてた景観は、地域の文化遺産として、四ツ谷史跡名勝保存会が保存活動を行っている。八景のうち、3つが田原川に関連するものである。
国師岩秋月
四ツ谷東谷にある国師岩（こくしいわ）と呼ばれる大岩は、夢想国師が諸国行脚の途中、この岩上で座禅を組んだと伝えられている、約25㎡もある巨石。付近に「ユデン橋」と名付けられた橋があり、昭和初期頃まで、行者講の禊の場であった。“ユデン”とは湯あみ、湯田のこと。
樫堰夕照
田原川では、上流の田貫や明日ヶ谷、海老谷川の管流し（一本流し）木材を吉野辺の浜で筏に組み合わせ、長淵へと運んだ。田原川では川幅が狭く水量もすくなかったため、堰をして貯水し抜いた水の勢いを利用して筏を流していた。仕事始めは灌漑用井堰が撤去される9月15日の放生会に当たり、仕事仕舞いは井堰を設置する5月15日と決められていた。
渓川筏乗
筏1台に木材才1万～1万3千。長さは3間（14尺）を12枚（本）繋ぐ。田原川上流の田貫を出発して明日ヶ谷を下る筏と、海老谷川支流の奥山から中村の浜に下る筏を一つにして、片野から殿田の前田へ、そして保津峡へと下って行った。

## 殿田の消防道
1941年（昭和16年）4月27日（日）の出火により、当時130軒ほどの殿田で104軒が熱失し600人を超える被災者を出した、いわゆる「殿田の大火」を教訓とし、殿田では家を建てる際には数軒おきに田原川へと避難でき、取水のための消防車両も通れる道を設けることが義務付けられた。そのため、田原川の殿田区間には、30を超える田原川への階段（消防道）が設けられている。

## 漁業権
大堰川漁業協同組合の漁業権域に属している。

## 流域にある主な施設
- 佐々江あたご山野草苑（日吉町佐々江丸山9）[11]
- 森の学舎 五ヶ荘（日吉町四ツ谷柏木14）